# Othos dentex
Othos dentex: – endemiczny gatunek ryby z rodziny strzępielowatych, jedyny przedstawiciel rodzaju Othos. Poławiana gospodarczo.

## Występowanie
rafy koralowe Oceanu Indyjskiego, na zachód i południe od Australii, na głębokościach do 30 m p.p.m.

## Charakterystyka
Dorasta do 75 cm długości.